# Batalla del Sava
La batalla del Sava se libró en el año 388 entre las fuerzas del emperador occidental Magno Máximo y el emperador oriental Teodosio I. Este último derrotó al ejército de Magno Máximo en la batalla. Más tarde Máximo fue capturado y ejecutado en Aquilea.